# Juan Correcher
Juan Correcher y Pardo (Cofrentes, 1840-Madrid, 1918) fue un industrial y político español, diputado y senador en las Cortes de la Restauración.

## Biografía
Nació en 1840 en la localidad valenciana de Cofrentes y desde muy joven se dedicó a la industria maderera. Acaudalado industrial, fue elegido diputado a Cortes por primera vez en 1884 y volvió en repetidas ocasiones al Parlamento, representando a la circunscripción de Cuenca, por los distritos de Cañete y Cuenca. También ocupó asiento en el Senado a comienzos del siglo XX, también por la provincia de Cuenca, y fue tanto concejal del Ayuntamiento de Madrid como alcalde de su localidad natal. Falleció el 10 de agosto de 1918 en Madrid a la edad de setenta y ocho años y habría sido enterrado en la Sacramental de San Lorenzo. Fue padre de Salvador Correcher, también diputado por Cuenca. Ha sido caracterizado como un cacique.